# وسام حافظ
قبطان بحري الرائد وسام عباس حافظ (1942 -) هو أحد أبطال المجموعة 39 قتال، والتي قدمت تضحيات وبطولات عظيمة لمصر خلال حرب أكتوبر .

## حياته ونشأته
رائد، إنه تخرج في الكلية البحرية في يوليو 1964 وحصل على فرقة صاعقة بحرية، واشترك في حرب اليمن.

## مسيرته
فهو فرد من أفراد الصاعقة البحرية المصرية في فترة الاستنزاف، وشارك في حرب اليمن 1962، كما شارك في عديد من العمليات العسكرية ضد إسرائيل عقب حرب 1967 من خلال التحاقة بمجموعة العمليات الخاصة داخل سيناء وبعدها تم ضم المجموعة إلى المجموعة «39 قتال» بقيادة الشهيد إبراهيم الرفاعي في يونيو 1968.

## مشاركات عسكرية[4]
ضرب مستودعات البترول برأس شراتيب يوم 14 أكتوبر 1973 وفي اليوم التاسع لحرب أكتوبر المجيدة تحركت المجموعة التي تضم الشهيد إبراهيم الرفاعي، والرائد طبيب محمد عالي نصر، والرائد حسني صلاح الدين يسري، والرائد بحري وسام عباس حافظ، والرائد رفعت الزعفراني، والنقيب طارق عبد الناصر حسين، والمقاتل عبد العزيز عثمان والمقاتل سمير نوح والمقاتل هنيدي والمقاتل غلوش من رأس غارب في الثامنة والربع مساءً وعند الدخول لمنطقة الهدف شوهد لنشان بلترام للعدو متجهان للجنوب فتم التوقف وعدم لفت نظرهما حتي يبتعدا دون الأشتباك معهما طبقاً للخطة، وبعد ذلك تم الوصول إلي الهدف والدخول إلي البر، وقام الجميع بالهجوم بالبنادق الآلية والرشاشات، وقذائف الآربي جيه بكثافة عالية علي مستودعات البترول ولكنها لم تنفجر، وإتضح أن الخزانات الأمامية الموازية للبحر فارغة، ولكن عند ضرب باقي الخزانات بالداخل إنفجرت واشتعلت النيران فيها، فأنكشفت المجموعة حينئذ لقوات العدو الموجودة بمواقعها علي ربوة مرتفعة وبدأوا في تصويب أسلحتهم ضد رجال المجموعة الذين قاموا بالأشتباك معهم، وبدأ خروج رجال المجموعة علي مراحل من منطقة الأشتباك مع قرب نفاذ الذخيرة جماعة تنسحب والأخرى تسترها بالنيران بالتبادل، وعندما استقلت مجموعة المقاتل سمير نوح قاربها الذي يقوده المقاتل وسام حافظ كان القارب شاحط علي الشط (نصف القارب علي الشط ونصفه في المياه) فقال هنيدي : إنزل يا سمير إدفع القارب في المياه، وبمجرد نزول القارب بأكمله في الماء أدار المقاتل وسام القارب وانطلق به عائداً مبتعداً عن مرمي نيران العدو ولم يدري أن سمير ما زال علي الشط.. وظل سمير يصرخ بأعلي صوته: إلحقوني أنا ماركبتش القارب.. ولم يسمعه أحد من ضجيج أصوات المواتير والأشتباك مع العدو.. ولكن من بالقارب تنبهوا إلي عدم وجوده معهم فنبهوا قائد القارب الذي دار وعاد إليه بعد حوالي 3 دقائق عصيبة كان معرضاً فيها للأستشها برصاص العدو أو أسره علي أفضل تقدير وكان هذا الموقف من أصعب المواقف التي مرت علي المقاتل سمير نوح خلال فترة خدمته مع المجموعة 39 قتال. ونجحت العملية مائة في المائة بحمد الله واستمرت النيران مشتعلة في مستودعات البترول حتي اليوم التالي.

## أوسمة[2]
- حصل على نوط الشجاعة العسكري من الطبقة الأولى من الرئيس جمال عبد الناصر ومثلها من الرئيس أنور السادات.
- حصل على النجمة العسكرية والعديد من الأنواط.